# Casearia coronata
Casearia coronata Standl. & L.O.Williams – gatunek rośliny z rodziny wierzbowatych (Salicaceae Mirb.). Występuje naturalnie w Hondurasie, Nikaragui, Kostaryce, Panamie oraz Kolumbii. 

## Morfologia
PokrójZimozielone drzewo lub krzew dorastające do 3–9 m wysokości.
LiścieBlaszka liściowa ma kształt od eliptycznego do lancetowatego. Mierzy 6,5–21 cm długości oraz 3–8,5 cm szerokości, jest niemal całobrzega, ma klinową nasadę i spiczasty lub ogoniasty wierzchołek. Ogonek liściowy jest nagi i dorasta do 5–15 mm długości.
KwiatySą zebrane po 5–10 w pęczki, rozwijają się w kątach pędów. Mają 5 działek kielicha o owalnym kształcie i dorastających do 3–5 mm długości. Kwiaty mają 8 pręcików.
OwoceMają podługowaty kształt i osiągają 5–10 mm średnicy.

## Biologia i ekologia
Rośnie w lasach, na wysokości do 800 m n.p.m.